# Washington Township (comté de DeKalb, Missouri)
Pour les articles homonymes, voir Washington Township.
Washington Township est un township du comté de DeKalb dans le Missouri, aux États-Unis,.

## Source de la traduction
- (en) Cet article est partiellement ou en totalité issu de l’article de Wikipédia en anglais intitulé « Washington Township, DeKalb County, Missouri » (voir la liste des auteurs).